# Рогачівка (Воронезька область)
Рогачівка (рос. Рогачёвка) — село у Новоусманському районі Воронезької області Російської Федерації.
Населення становить 1820 осіб (2010). Входить до складу муніципального утворення Рогачовське сільське поселення.

## Історія
Населений пункт розташований у історичному регіоні Чорнозем'я. Від 1929 року належить до Новоусманського району, спочатку в складі Центрально-Чорноземної області, а від 1934 року — Воронезької області.
Згідно із законом від 15 жовтня 2004 року входить до складу муніципального утворення Рогачовське сільське поселення.

## Населення
| 2008 | 2010  |
| ---- | ----- |
| 1780 | ↗1820 |